# 山水诗
山水詩，詩的一種，中國文學史上的一大流派。由南北朝時期詩人謝靈運所推動，為以山水風景為主之詩種。

## 特色
謝靈運所推動之山水詩承襲太康詩人的手法，把自然界之美景引進詩中，使山水成为独立的審美對象，为中國詩歌增加了一种题材，並且為南朝開启了新的詩歌風貌。继陶淵明的田園詩之後，山水詩标誌着人与自然进一步的溝通與和谐，與一種新的自然審美觀念和審美趣味的產生。

## 代表
- 謝靈運《登池上楼》、《登永嘉绿嶂山》等。
- 孟浩然《過故人庄》、《秋登万山寄张五》 等。
- 王維《山居秋瞑》
- 韋應物《滁州西涧》
- 柳宗元《江雪》
- 林則徐《辰龍岡》、《曉發》、《秋雪》等。
- 魚玄機